# Amir Ali Azarpira
Amir Ali Azarpira (in persiano امیرعلی آذرپیرا‎; Teheran, 26 marzo 2002) è un lottatore iraniano, specializzato nella lotta libera, vincitore della medaglia di bronzo ai Giochi olimpici estivi di Parigi 2024 nel torneo dei 97 kg.

## Biografia
È figlio di Hamid Azarpira, suo allenatore e commissario tecnico della nazionale iraniana.
Si è messo in mostra a livello giovanili ai mondiali U23 di Belgrado 2021 e Pontevedra 2022, in cui ha vinto la categoria dei 97 kg.
Ai mondiali di Belgrado 2023 è stato eliminato agli ottavi del torneo dei 92 kg dallo statunitense Zahid Valencia.
Ha rappresentato l'Iran ai Giochi olimpici estivi di Parigi 2024 in cui è stato estromesso dal tabellone principale del torneo dei 97 kg dal barenita Akhmed Tazhudinov (poi risultato vincitore dell'oro); ai ripescaggi ha battuto il kazako Alisher Yergali in semifinale e lo statunitense Kyle Snyder nella finale per il terzo posto.

## Palmarès
| Anno | Manifestazione             | Sede       | Evento | Risultato | Note |
| ---- | -------------------------- | ---------- | ------ | --------- | ---- |
| 2021 | Mondiali U23               | Belgrado   | 97 kg  | Oro       |      |
| 2022 | Campionati asiatici junior | Manama     | 97 kg  | Oro       |      |
| 2022 | Mondiali U20               | Sofia      | 97 kg  | Bronzo    |      |
| 2022 | Mondiali U23               | Pontevedra | 97 kg  | Oro       |      |
| 2023 | Mondiali                   | Belgrado   | 92 kg  | 8º        |      |
| 2024 | Giochi olimpici            | Parigi     | 97 kg  | Bronzo    |      |